# Duke Nukem Forever
Duke Nukem Forever er et first-person aktion computerspil til Microsoft Windows, PlayStation 3 og Xbox 360 der blev udviklet af 3D Realms og Triptych Games men færdiggjort af Gearbox Software og Piranha Games. Spillet er en efterfølger til Duke Nukem 3D der udkom i 1996 der er en del af Duke Nukem serien.
I et forsøg på at være gennembrydede, Duke Nukem Forever blev berygtet i computerspils industrien som et synonym for vaporware pga. dets lange udviklingsperiode; spillet blev udgivet i 2011 men har været i udvikling lige siden 1996. 27. Juni 2011 annoncerede Aspyr Media, at spillet vil udkomme til Mac OS X i august 2011. Det var muligt at forudbestille spillet fra den 27 juni igennem deres online distributions platform, Gameagent. Take-Two Interactive, hovedfirmaet til 2K Games, afslørede i juli måned, 2011, at spillet solgte kun det halve af hvad de havde forventet.